# Achyra nudalis
Achyra nudalis is een vlinder uit de familie van de grasmotten (Crambidae), uit de onderfamilie van de Pyraustinae. De wetenschappelijke naam van deze soort is voor het eerst voorgesteld als Pyralis nudalis door Jacob Hübner in een publicatie uit 1796.
De soort komt voor in Zuid-Europa (Oostenrijk, Frankrijk (vasteland en Corsica), Portugal, Spanje (vasteland en de Balearen), Italië (vasteland, Sardinië en Sicilië), Malta, Kroatië, Bosnië en Herzegovina, Servië, Montenegro, Noord-Macedonië, Albanië, Bulgarije, Griekenland, de Canarische Eilanden, Zuid-Rusland), Afrika (Marokko, Algerije, Tunesië, Egypte, Kaapverdië, Niger, Nigeria, Congo-Kinshasa, Kenia, Angola, Mozambique, Namibië, Zuid-Afrika) en Zuidelijk Azië (Turkije, Georgië, Armenië, Azerbeidzjan, Syrië, Israël, Iran, Saudi-Arabië, Oman, Jemen, India, Zuid-Mongolië).